# Arctic Equestrian Games
Arctic Equestrian Games (AEG), arrangerat av BCC och Vestfold Horse Show AS, är Norges största hästshow. AEG hölls första gången i februari 2006 på Brunstad Conference Center i Stokke. AEG är begränsat till ryttare i elitklassen.